# Mary Spiteri

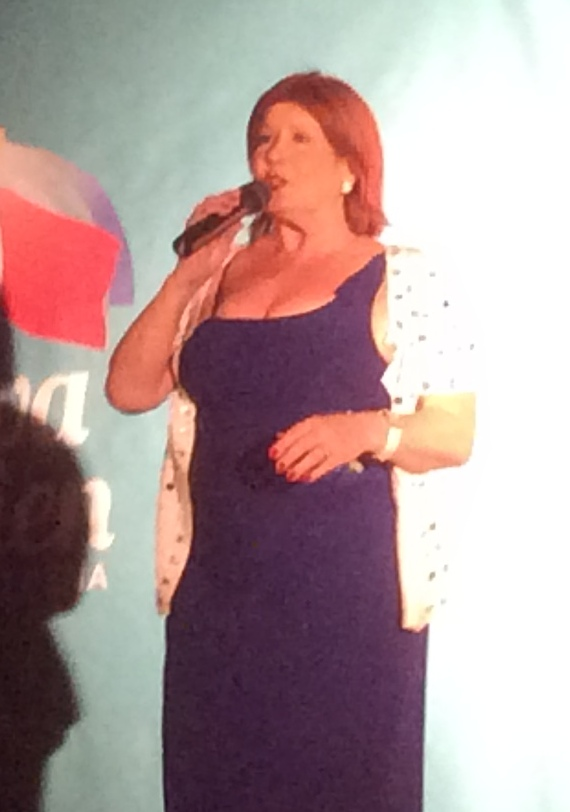

Mary Spiteri, född 25 oktober 1947 i Naxxar, är en maltesisk sångerska.
1971 deltog Spiteri i Maltas första uttagning till Eurovision Song Contest med bidraget Min int?. Hon deltog åter i uttagningen 1975 och framförde bidragen Live for tomorrow (2:a plats) och Try a little love today (3:e plats). 1992 vann hon uttagningen med bidraget Little child och i Eurovision Song Contest samma år kom hon på 3:e plats med 123 poäng. Hon deltog åter i den maltesiska uttagningen 1995 med bidraget Just one love, men tog sig inte vidare till finalomgången. 1997 kom hon på 3:e plats med bidraget Lovers play with words och 2008 deltog hon med bidragen My last encore och If you believe men kvalificerade sig inte till final med någon av dem.